# Іоанніс Алтамурас
Іоанніс Алтамурас (грец. Ιωάννης Αλταμούρας, Флоренція або Неаполь, Італія, 1852 — Спеце, Грецьке королівство, 1878) — видатний грецький художник-мариніст XIX століття, представник Мюнхенської школи грецької живопису.

## Життєпис
Народився в Італії в 1852, у Флоренції або Неаполі (не з'ясовано).
Батько — італійський художник та революціонер Франческо Саверіо Альтамура, а мати — Елені Букура, одна з перших грецьких художниць, родом з багатої родини острови Спеце.
Коли Іоаннісу виповнилося 7 років, батько залишив сім'ю. Мати з Іоаннісом та молодшою донькою Софією переселилася в Афіни, а потім на острів Спеце, щоб забезпечити сім'ю.

### Освіта
Схильність Іоанніса до живопису проявилася з малих років.
Був прийнятий в Афінську школу витончених мистецтв, де навчався живопису у художника Нікіфороса Літраса (1871—1872).
Отримавши стипендію короля Греції Георга I, Алтамурас продовжив навчання в місті Копенгаген, Данія (1873—1876), де вчився живопису у дан. Carl Frederik Sørensen.
У 1875, будучи ще в Копенгагені, Алтамурас вислав на Афінську виставку Олімпія свою роботу «Порт Копенгагена», яка отримала срібну медаль.

## Смерть
Повернувшись до Греції, Алтамурас відкрив своє ательє в Афінах, але незабаром захворів на туберкульоз та помер у 1878 у віці всього лише 26 років.

## Роботи
Роботи Алтамураса з причини його ранньої смерті нечисленні, але гідні захоплення. Як мариніст, він стоїть в одному ряду з іншим художником XIX століття Константіносом Воланакісом.
У 1878 (рік його смерті) 2 його батальні морські роботи — «Спалення османського фрегата в Ерессос Папаніколісом» та «Морський бій адмірала Міауліса (Андреас Міауліс) біля входу в Патри» були представлені на Паризькій міжнародній виставці. Одна з його морських робіт була представлена на міжнародній виставці в Римі в 1911.
Хоча критики й відносять Алтамураса до Мюнхенської школі грецької живопису, але яскравість, відкритий горизонт і рух в його роботах говорять про те, що Алтамурас вийшов з суворого академізму Мюнхенської школи та почав орієнтуватися на імпресіонізм.
Багато з його робіт виставлені в Афінській національній галереї та інших музеях Греції.

## Галерея

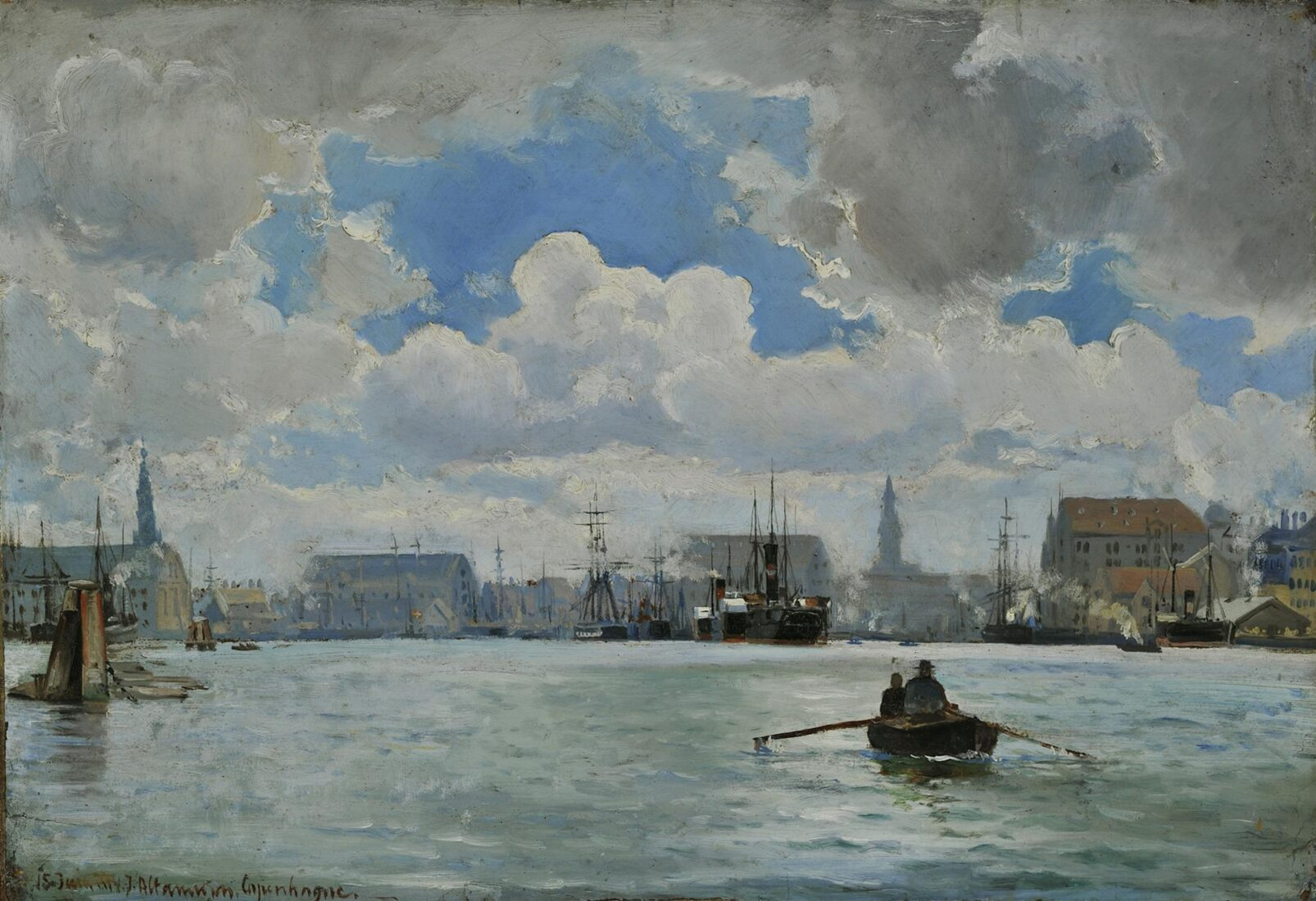
Порт Копенгаген
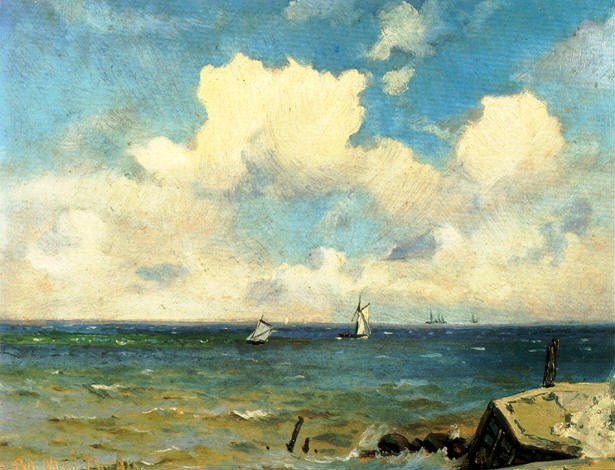
Морський краєвид (1874).  24 x 30 см., Банк Греції
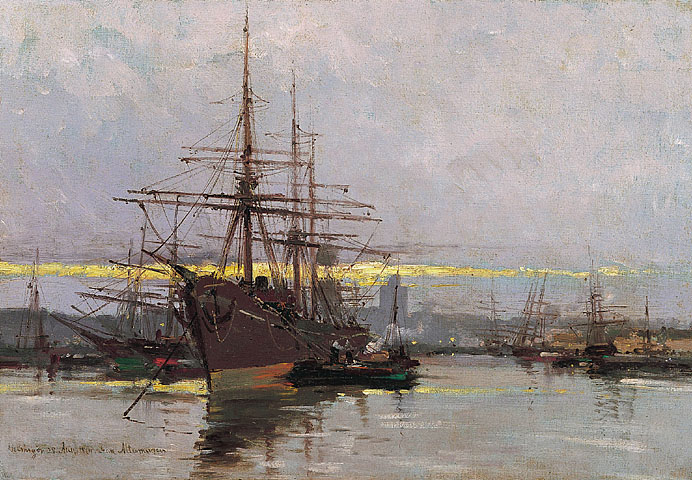
Порт Гельсінгер (1874), Парламент Греції